# آخوندمحله (لنگرود)
آخوندمحله ، روستایی از توابع بخش مرکزی شهرستان لنگرود در استان گیلان ایران است.

## جمعیت
این روستا در دهستان دیوشل قرار دارد و براساس سرشماری مرکز آمار ایران در سال ۱۳۸۵، جمعیت آن ۱۰۱ نفر (۳۲خانوار) بوده‌است.